# 長冠犀鳥
長冠犀鳥（Berenicornis comatus），又名白冠犀鳥，是分佈在馬來半島、蘇門塔臘及婆羅洲的一種犀鳥。牠們分類在單型的白冠犀鳥屬中，但也有學者將白冠彎嘴犀鳥分類在此屬中。另外也有學者將長冠犀鳥分類在皺盔犀鳥屬中。
長冠犀鳥受到棲息地被破壞的威脅。

## 保育狀況
牠們被列為《瀕危野生動植物種國際貿易公約》附錄二的物種，被限制出口及貿易。